# Зеда-Симонети
Зеда-Симонети (груз. ზედა სიმონეთი) — село в Грузии, на территории Тержольского муниципалитета края (мхаре) Имеретия.

## География
Село находится в западной части Грузии, к северу от реки Квирилы, на расстоянии 15 километров к северо-западу от города Тержола, административного центра муниципалитета. Абсолютная высота — 246 метров над уровнем моря.

## Население
По результатам официальной переписи населения 2014 года, в Зеда-Симонети проживало 1349 человек (697 мужчины и 652 женщины). В национальной структуре населения грузины составляли 99,6 %, русские — 0,3 %, абхазы — 0,1 %.
| Год  | Население, человек |
| ---- | ------------------ |
| 2002 | 1824               |
| 2014 | ↘ 1349             |